# Joseph Mears
Joseph Mears (1872 – ottobre 1935) è stato un imprenditore britannico, appassionato di calcio e cofondatore del Chelsea Football Club.
Primo figlio di Joseph, costruttore, e Charlotte Mears, nacque nel 1872 nel quartiere londinese di Hammersmith. Nel 1896 acquistò insieme al fratello Henry Augustus detto Gus i Campi di Atletica di Stamford Bridge. I due avrebbero fondato, nel 1905, il Chelsea Football Club. Anche se non ricoprì mai l'incarico di presidente, Joseph Mears occupò una posizione dominante nel club dopo la morte del fratello, avvenuta nel 1912.. Il figlio Joe e il nipote Brian sarebbero stati entrambi presidenti del club.
Nel 1907, Mears acquisì l'azienda Thames Electric & Motor Launch Co con sede a Eel Pie Island e proseguì nella costruzione di una flotta di lance per passeggeri per attraversare il Tamigi. Nel 1919 egli trasformò la sua azienda nella Joseph Mears Launches & Motors Ltd e acquisì un garage insieme ad alcuni pullman nella zona di Richmond. La società proseguì la sua attività fino al 1945, quando venne incorporata nella società Thames Launches Ltd, costituita in quell'anno.
Mears fondò la Joseph Mears Cinemas Ltd che costruì un gruppo di cinema intorno all'area di Richmond.
Mears, successivamente, è stato sindaco di Richmond dal 1931 al 1932.
Morì nell'Ottobre del 1935 ed è stato seppellito nel cimitero di Richmond. Mears ha lasciato un'eredità corrispondente a circa 30 milioni di sterline.